# 睦沢町
睦沢町（むつざわまち）は、千葉県の南東部に位置し、長生郡に属する町。
都市雇用圏における東京都市圏。河川沿岸は上総地区屈指の穀倉地帯である。

## 地理
千葉県南東部に位置し、県庁所在地である千葉市から約30キロメートルの距離である。東京都の都心から60 - 70キロメートル圏内である。都市雇用圏における東京都市圏に含まれ、茂原市への通勤率は23.9%（平成22年国勢調査）。なお、東京都（特に東京国際空港）や神奈川県からは東京湾アクアライン若しくは東京湾フェリーを利用した場合が移動距離の短縮となる。
地形は関東平野に含まれ、房総丘陵による東に向かい西からなだらかな斜面をなし、標高は2 - 168メートルである。町のほぼ中央部を埴生川・瑞沢川・長楽寺川が流れ、町の北東部で一宮川に合流し太平洋に注いでいる。気温は冬でも0℃以下になることは少なく、温暖な気候といえる。

### 隣接する自治体
- 茂原市
- いすみ市
- 長生郡：一宮町、長南町、長生村
- 夷隅郡：大多喜町

### 地名
- 岩井（いわい）
  - 字（小字）：尾張、表、西部、第二
- 大上（おおがみ）
  - 字（小字）：飯沢、碇谷、杉山、原鑓水、房谷、部田、瑞沢
- 大谷木（おおやぎ）
  - 字（小字）：表、関戸
- 上市場（かみいちば）
  - 字（小字）：向台、向原
- 上之郷 （かみのごう）
  - 字（小字）：鴫谷（しぎやつ）、下村、原、東谷、山田谷
- 川島（かわしま）
  - 字（小字）：久保、台
- 河須ヶ谷（かわすがや）
- 北山田（きたやまだ）
  - 字（小字）：白ヶ谷、フキラ
- 北山田寺崎両村新田（きたやまだてらさきりょうそんしんでん）
- 小滝（こたき）
- 佐貫（さぬき）
  - 字（小字）：赤根久、一ノ堰、上沢、上姥神、鞠ヶ谷（まりがやつ）、下姥神、中里、馬場（ばっば）、森ノ谷
- 下之郷（しものごう）
  - 字（小字）：表、上宿、上根方、下宿、下根方、古宿、矢尻
- 長楽寺（ちょうらくじ）
- 寺崎（てらさき）
- 妙楽寺（みょうらくじ）
  - 字（小字）：荒上、川音、駒返、寺台、中村、妙下
- 森（もり）

## 歴史

### 沿革
- 1955年（昭和30年）7月20日 - 土睦村・瑞沢村と長南町の一部（森・長楽寺）が合併し睦沢村が発足。
- 1983年（昭和58年）4月1日 - 睦沢村が町制施行し睦沢町になる。
- 1995年（平成7年）3月1日 - 川島字目黒を茂原市へ編入する。
- 2002年（平成14年）7月20日 - 道の駅つどいの郷むつざわ（現むつざわスマートウェルネスタウン・道の駅・つどいの郷）が開駅。

### 行政区域変遷
- 変遷の年表

| 睦沢町町域の変遷（年表） | 睦沢町町域の変遷（年表） | 睦沢町町域の変遷（年表） |
| 年                       | 月日                     | 現睦沢町町域に関連する行政区域変遷 |
| ------------------------ | ------------------------ | --- |
| 1889年（明治22年）       | 4月1日                   | 町村制施行に伴い、以下の村がそれぞれ発足。 - 長柄郡 - 土睦村 ← 下之郷村・上之郷村・大谷木村・北山田村・北山田寺崎新田・上市場村・寺崎村・岩井村・川島村・小滝村・河須ケ谷村 - 夷隅郡 - 瑞沢村 ← 大上村・妙楽寺村・佐貫村 - 上埴生郡 - 東村 ← 豊原村・地引村・中原村・給田村・森村・長楽寺村・下小野田村・上小野田村・小生田村・芝原村 |
| 1897年（明治30年）       | 4月1日                   | 長柄郡と上埴生郡が合併し長生郡が発足。 |
| 1955年（昭和30年）       | 2月11日                  | 東村は庁南町・豊栄村・西村とともに合併し長南町が発足。 |
| 1955年（昭和30年）       | 7月20日                  | 土睦村・瑞沢村と長南町の一部（森・長楽寺）が合併し睦沢村が発足。 |
| 1983年（昭和58年）       | 4月1日                   | 睦沢村が町制施行し睦沢町になる。 |

- 変遷表

| 睦沢町町域の変遷表 | 睦沢町町域の変遷表 | 睦沢町町域の変遷表 | 睦沢町町域の変遷表 | 睦沢町町域の変遷表        | 睦沢町町域の変遷表  | 睦沢町町域の変遷表                            | 睦沢町町域の変遷表  | 睦沢町町域の変遷表 | 睦沢町町域の変遷表 |
| 1868年 以前        | 1868年 以前        | 1868年 以前        | 明治22年 4月1日    | 明治22年 - 昭和19年       | 明治22年 - 昭和19年 | 昭和20年 - 昭和64年                           | 昭和20年 - 昭和64年 | 平成元年 - 現在    | 現在               |
| ------------------ | ------------------ | ------------------ | ------------------ | ------------------------- | ------------------- | --------------------------------------------- | ------------------- | ------------------ | ------------------ |
| 長柄郡             |                    | 下之郷村           | 土睦村             | 明治30年4月1日 長生郡発足 | 土睦村              | 昭和30年7月20日 睦沢村                        | 昭和58年4月1日 町制 | 睦沢町             | 睦沢町             |
| 長柄郡             | 上之郷村           |                    | 土睦村             | 明治30年4月1日 長生郡発足 | 土睦村              | 昭和30年7月20日 睦沢村                        | 昭和58年4月1日 町制 | 睦沢町             | 睦沢町             |
| 長柄郡             | 大谷木村           |                    | 土睦村             | 明治30年4月1日 長生郡発足 | 土睦村              | 昭和30年7月20日 睦沢村                        | 昭和58年4月1日 町制 | 睦沢町             | 睦沢町             |
| 長柄郡             | 北山田村           |                    | 土睦村             | 明治30年4月1日 長生郡発足 | 土睦村              | 昭和30年7月20日 睦沢村                        | 昭和58年4月1日 町制 | 睦沢町             | 睦沢町             |
| 長柄郡             | 北山田寺崎新田     |                    | 土睦村             | 明治30年4月1日 長生郡発足 | 土睦村              | 昭和30年7月20日 睦沢村                        | 昭和58年4月1日 町制 | 睦沢町             | 睦沢町             |
| 長柄郡             | 上市場村           |                    | 土睦村             | 明治30年4月1日 長生郡発足 | 土睦村              | 昭和30年7月20日 睦沢村                        | 昭和58年4月1日 町制 | 睦沢町             | 睦沢町             |
| 長柄郡             | 寺崎村             |                    | 土睦村             | 明治30年4月1日 長生郡発足 | 土睦村              | 昭和30年7月20日 睦沢村                        | 昭和58年4月1日 町制 | 睦沢町             | 睦沢町             |
| 長柄郡             | 岩井村             |                    | 土睦村             | 明治30年4月1日 長生郡発足 | 土睦村              | 昭和30年7月20日 睦沢村                        | 昭和58年4月1日 町制 | 睦沢町             | 睦沢町             |
| 長柄郡             | 川島村             |                    | 土睦村             | 明治30年4月1日 長生郡発足 | 土睦村              | 昭和30年7月20日 睦沢村                        | 昭和58年4月1日 町制 | 睦沢町             | 睦沢町             |
| 長柄郡             | 小滝村             |                    | 土睦村             | 明治30年4月1日 長生郡発足 | 土睦村              | 昭和30年7月20日 睦沢村                        | 昭和58年4月1日 町制 | 睦沢町             | 睦沢町             |
| 長柄郡             | 河須ケ谷村         |                    | 土睦村             | 明治30年4月1日 長生郡発足 | 土睦村              | 昭和30年7月20日 睦沢村                        | 昭和58年4月1日 町制 | 睦沢町             | 睦沢町             |
| 上埴生郡           |                    | 森村               | 東村 の一部        | 明治30年4月1日 長生郡発足 | 東村 の一部         | 昭和30年2月11日 長南町 昭和30年7月20日 睦沢村 | 昭和58年4月1日 町制 | 睦沢町             | 睦沢町             |
| 上埴生郡           | 長楽寺村           |                    | 東村 の一部        | 明治30年4月1日 長生郡発足 | 東村 の一部         | 昭和30年2月11日 長南町 昭和30年7月20日 睦沢村 | 昭和58年4月1日 町制 | 睦沢町             | 睦沢町             |
| 夷隅郡             |                    | 大上村             | 瑞沢村             | 瑞沢村                    | 瑞沢村              | 昭和30年7月20日 睦沢村                        | 昭和58年4月1日 町制 | 睦沢町             | 睦沢町             |
| 夷隅郡             | 妙楽寺村           |                    | 瑞沢村             | 瑞沢村                    | 瑞沢村              | 昭和30年7月20日 睦沢村                        | 昭和58年4月1日 町制 | 睦沢町             | 睦沢町             |
| 夷隅郡             | 佐貫村             |                    | 瑞沢村             | 瑞沢村                    | 瑞沢村              | 昭和30年7月20日 睦沢村                        | 昭和58年4月1日 町制 | 睦沢町             | 睦沢町             |

## 人口
平成27年国勢調査より前回調査からの人口増減をみると、1.61％減の7,222人であり、増減率は千葉県下54市町村中20位、60行政区域中26位。
| |                                        |  |
| 睦沢町と全国の年齢別人口分布（2005年） | 睦沢町の年齢・男女別人口分布（2005年） |  |
| ■紫色 ― 睦沢町 ■緑色 ― 日本全国 | ■青色 ― 男性 ■赤色 ― 女性              |  |
| 睦沢町（に相当する地域）の人口の推移 \| 1970年（昭和45年） \| 7,068人 \| \| \| 1975年（昭和50年） \| 7,182人 \| \| \| 1980年（昭和55年） \| 7,551人 \| \| \| 1985年（昭和60年） \| 7,804人 \| \| \| 1990年（平成2年） \| 7,956人 \| \| \| 1995年（平成7年） \| 8,250人 \| \| \| 2000年（平成12年） \| 8,244人 \| \| \| 2005年（平成17年） \| 7,838人 \| \| \| 2010年（平成22年） \| 7,340人 \| \| \| 2015年（平成27年） \| 7,222人 \| \| \| 2020年（令和2年） \| 6,760人 \| \| |                                        |  |
| 総務省統計局 国勢調査より |                                        |  |
| 1970年（昭和45年） | 7,068人                                |  |
| 1975年（昭和50年） | 7,182人                                |  |
| 1980年（昭和55年） | 7,551人                                |  |
| 1985年（昭和60年） | 7,804人                                |  |
| 1990年（平成2年） | 7,956人                                |  |
| 1995年（平成7年） | 8,250人                                |  |
| 2000年（平成12年） | 8,244人                                |  |
| 2005年（平成17年） | 7,838人                                |  |
| 2010年（平成22年） | 7,340人                                |  |
| 2015年（平成27年） | 7,222人                                |  |
| 2020年（令和2年） | 6,760人                                |  |

## 行政

### 町長
- 町長：田中憲一

### 立法

#### 県政
- 千葉県議会
- 選挙区：長生郡選挙区
- 定数：1名

#### 国政
- 衆議院
  - 選挙区：全域が千葉県第11区に属する。
- 参議院
  - 選挙区：千葉県選挙区に属する。

## 経済
主に第1次産業（農業・天然ガス事業）が基幹産業となっている。河川沿岸は、肥沃な農地が展開し上総地区屈指の穀倉地帯であり、埴生川、瑞沢川流域の地下には、南関東ガス田による豊富な天然ガスが埋蔵されていることが特徴。
- 農業
- 製造業
- ガス事業（睦沢町のガスは隣の長南町のガス事業によって供給されている）

## 地域
長生郡一宮町のJR外房線上総一ノ宮駅の近隣である町北部は、上総一ノ宮駅が外房線の運行の中心・区切りの一つ（快速電車の終着駅）になっている事から千葉・東京方面への通勤者を対象としたニュータウン開発が一部地域で行われた。

### 教育
- 小学校
  - 睦沢町立睦沢小学校
- 中学校
  - 睦沢町立睦沢中学校

## 交通

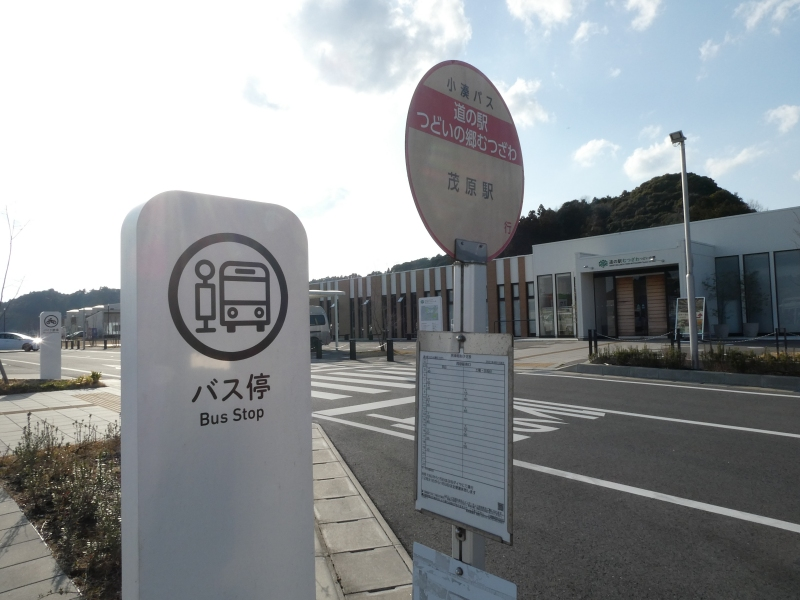
道の駅つどいの郷むつざわバス停

### 鉄道
町内に鉄道路線は通っていない。鉄道を利用する場合の最寄り駅はJR東日本外房線上総一ノ宮駅あるいは茂原駅。町内の通勤、通学者は上総一ノ宮駅からのパークアンドライド、キスアンドライドあるいは茂原駅から路線バス乗車が主体となる。

### バス路線
- 小湊鉄道バス[3]
  - 茂原駅 - 給田 - 上之郷 - 大多喜車庫
  - 茂原駅 - 七井土 - 寺崎 - 上市場 - 道の駅つどいの郷むつざわ（土休日運休：2009年3月までは千葉中央バスが茂原駅 - 上市場を運行していた）
  - 上総一ノ宮駅 - 上市場 - 上之郷 - 大多喜車庫（土休日運休）
- 睦沢町巡回バス[4][5]（土休日運休）
  - つどいの郷 → 佐貫区民センター → 上沢 → 川音 → 碇上集会場 → つどいの郷 → 睦沢町役場 → 長生農協睦沢支所 → （うぐいす里 → 榊団地 → 岩井・神田） → 長生農協睦沢支所 → 睦沢町役場 → つどいの郷

### 道路
- 主要地方道
  - 千葉県道85号茂原夷隅線
- 一般県道
  - 千葉県道148号南総一宮線
  - 千葉県道150号大多喜一宮線
  - 千葉県道151号夷隅瑞沢線
- 道の駅
  - むつざわスマートウェルネスタウン・道の駅・つどいの郷

## 名所・旧跡・観光スポット・祭事・催事

### 名所・旧跡・観光スポット
- 上総十二社
  - 三之宮神社：上総国三宮
  - 玉垣神社
  - 鵜羽神社
- 妙楽寺：木造大日如来坐像は重要文化財
- 弘行寺（長生不動尊）：木造不動明王立像は平安時代後期作
- 日吉神社 : 本殿は16世紀末の作
- 川島八幡神社：いぼ八幡として親しまれる
- 大柳館跡
- 日の子坂古戦場跡
- 旧陸軍第147師団第426連隊本部跡
- 睦沢町立歴史民俗資料館
- 睦沢町総合運動公園

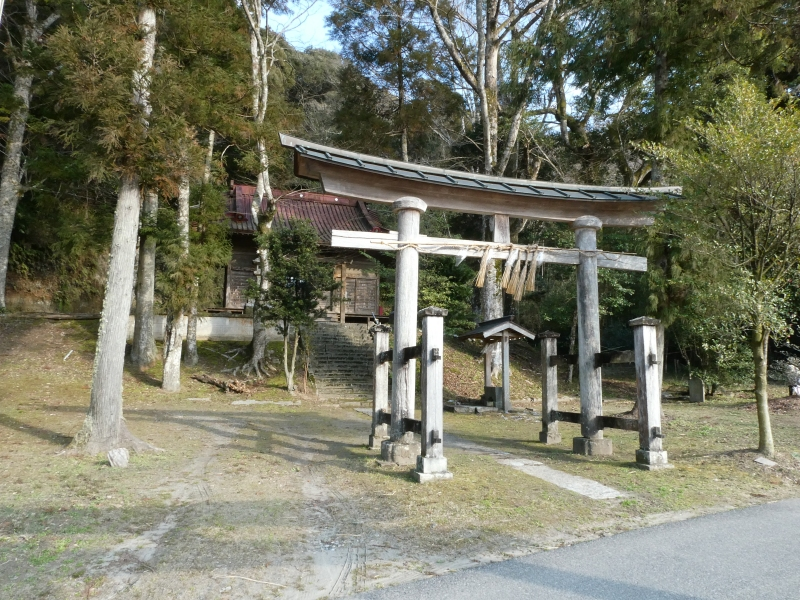
鵜羽神社
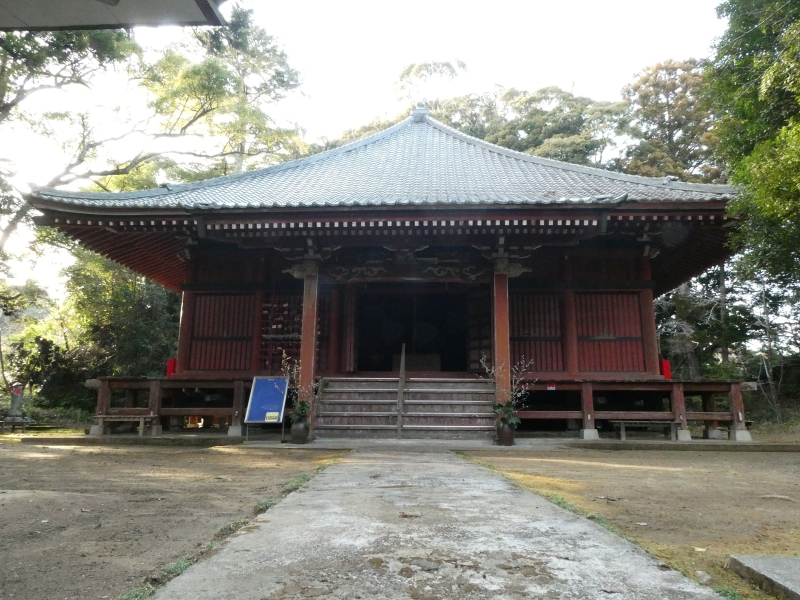
妙楽寺
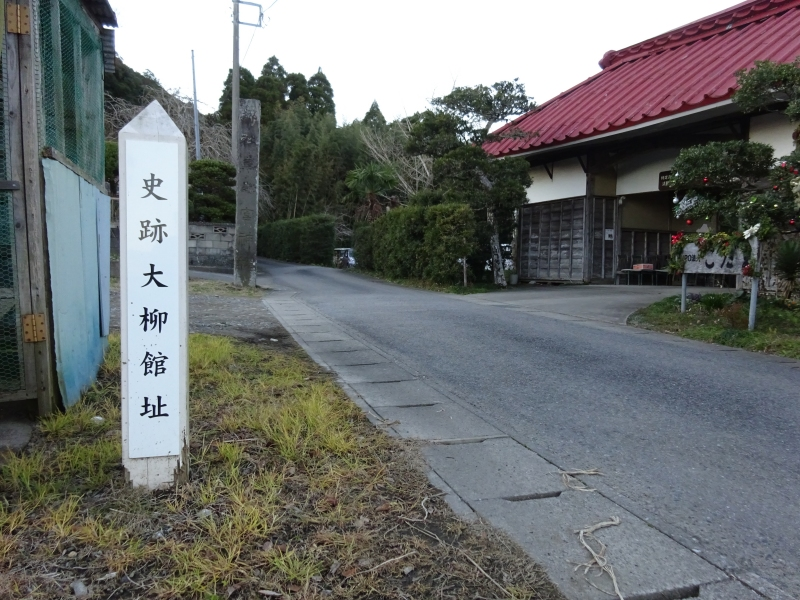
大柳館跡
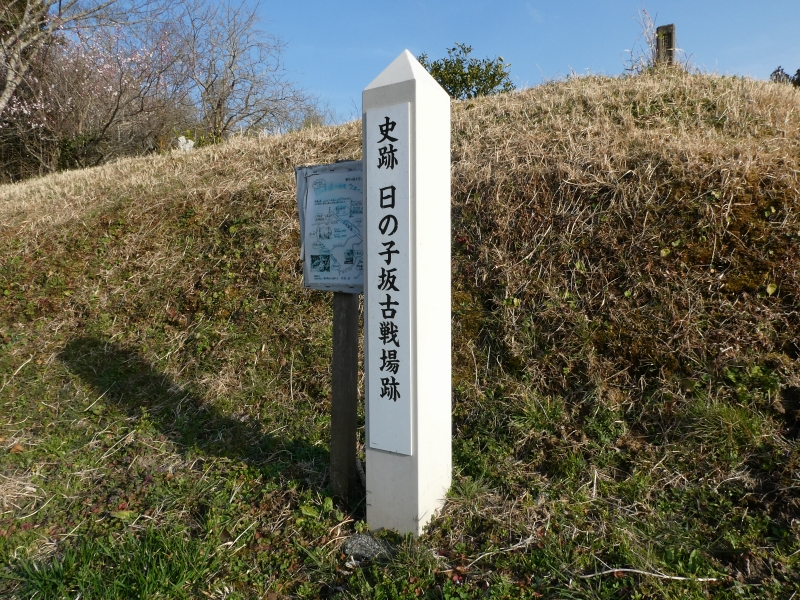
日の子坂古戦場跡

### 祭事・催事
- むつざわ観光まつり：睦沢町観光協会主催
- 上総十二社祭り[6]

### 文化財
国・県指定および国登録文化財一覧。
| 番号 | 指定・登録 | 類別                 | 名称                                 | 所在地                                         | 所有者または管理者   | 指定年月日      | 備考 |
| ---- | ---------- | -------------------- | ------------------------------------ | ---------------------------------------------- | -------------------- | --------------- | ---- |
| 1    | 国指定     | 重要文化財（彫刻）   | 木造大日如来坐像                     | 長生郡睦沢町妙楽寺500                          | 妙楽寺               | 昭和16年11月6日 | 1躯  |
| 2    | 県指定     | 有形文化財（彫刻）   | 木造不動明王立像1・木造毘沙門天立像2 | 長生郡睦沢町妙楽寺500                          | 妙楽寺               | 昭和50年3月28日 | 3躯  |
| 3    | 県指定     | 有形文化財（彫刻）   | 木造不動明王坐像                     | 睦沢町立歴史民俗資料館                         | 長昌寺               | 平成6年2月22日  | 1躯  |
| 4    | 県指定     | 有形文化財（彫刻）   | 木造如来形坐像                       | 睦沢町立歴史民俗資料館                         | 普門寺               | 平成8年3月22日  | 1躯  |
| 5    | 県指定     | 無形民俗文化財       | 上総十二社祭り                       | 長生郡一宮町・茂原市・長生村・いすみ市・睦沢町 | 上総十二社祭り保存会 | 平成15年3月28日 |      |
| 6    | 県指定     | 記念物（天然記念物） | 妙楽寺の森                           | 長生郡睦沢町妙楽寺489-1他                      | 妙楽寺・日吉神社     | 昭和50年3月28日 |      |